# إبراهيم العياشي
إبراهيم بن علي العياشي (1339 هـ - 1400 هـ) أبرز مؤرخي المدينة المنورة في القرن الرابع عشر هجري. ولد في المدينة المنورة.

## مسيرته
باحث في تاريخ وجغرافيا المدينة المنورة، عمل على تحقيق مواقع الأماكن التاريخية في المدينة المنورة وحولها، وخاض رحلات إليها سيراً على الأقدام أو على الدواب، ورسم خريطة جيدة للمدينة المنورة أثبت فيها تلك الأماكن، وقام بتحديد المدينة المنورة بالأدلة والبراهين وإثباتها، وبتحديد الحرم النبوي الشريف، ومواقع غزوات الرسول صلى الله عليه وسلم وغير ذلك من معالم المدينة التاريخية. قام بالقاء مُحاضرات في نادي المدينة المنورة الأدبي تحدث فيها عن آثار المدينة المنورة ومواقعها المُختلفة، وضرورة الحِفاظ عليها.

## مؤلفاتة
- غزوة بدر
- الهجرة النبوية الشريفة
- المدينة بين الماضي والحاضر
- الحُجرة النبوية الشريفة
- غزوة تبوك
- غزوة الخندق
- مبضع الجـرَّاح